# 1218
Năm 1218 là một năm trong lịch Julius.

## Sinh
●Lý Chiêu Hoàng (李昭皇) còn được gọi là Chiêu Thánh Hoàng hậu (昭聖皇后), là Hoàng đế thứ 9 và cũng là cuối cùng của triều đại nhà Lý, trị vì từ năm 1224 đến năm 1225 (mất năm 1278).